# Aeródromo de Matilla de los Caños

i8
i11
i13
Aeródromo de Matilla de los Caños ist ein privat betriebener spanischer Flugplatz für die allgemeine Luftfahrt im Gemeindegebiet von Matilla de los Caños in der Provinz Valladolid in unmittelbarer Nähe der Autovia A-62, die zur Europastraße 80 gehört. 
Der Flugplatz ist Stützpunkt der Hubschrauberflotte des Luftfahrtunternehmens HeliDuero, das zum Unternehmen Grupo FAASA gehört und von Sebastián Almagro Castellanos gegründet wurde. Das Aircraft Maintenance Center (Luftfahrzeug-Instandhaltung) mit einer Fläche von 2000 Quadratmetern kann bis zu acht Hubschrauber gleichzeitig aufnehmen.